# Дерек, Дженни
Дже́нни Аннет Дерек (англ. Jenny Annette Derek; род. 1961) — австралийская модель и телеведущая, победительница конкурса красоты «Мисс Интернешнл 1981».

## Биография
В 1981 году 20-летняя Дженни Дерек выиграла международный конкурс красоты «Мисс Интернешнл 1981», который проходил в Токио. Дерек стала второй австралийкой, выигравшей «Мисс Интернешнл», после Тани Верстак, ставшей победительницей этого конкурса в 1962 году.
В течение нескольких лет Дерек работала ведущей телеигры «Колесо фортуны».